# Turkey (Texas)
Turkey es una ciudad ubicada en el condado de Hall en el estado estadounidense de Texas. En el Censo de 2010 tenía una población de 421 habitantes y una densidad poblacional de 198,72 personas por km².

## Geografía
Turkey se encuentra ubicada en las coordenadas 34°23′38″N 100°53′43″O / 34.39389, -100.89528. Según la Oficina del Censo de los Estados Unidos, Turkey tiene una superficie total de 2.12 km², de la cual 2.12 km² corresponden a tierra firme y (0%) 0 km² es agua.

## Demografía
Según el censo de 2010, había 421 personas residiendo en Turkey. La densidad de población era de 198,72 hab./km². De los 421 habitantes, Turkey estaba compuesto por el 79.57% blancos, el 1.9% eran afroamericanos, el 0% eran amerindios, el 0% eran asiáticos, el 0% eran isleños del Pacífico, el 16.86% eran de otras razas y el 1.66% pertenecían a dos o más razas. Del total de la población el 33.97% eran hispanos o latinos de cualquier raza.